# Departamento de Coquimbo
El departamento de Coquimbo (conocido inicialmente como departamento del puerto de Coquimbo) fue una división político-administrativa de Chile, creada el 28 de septiembre de 1864, por el Congreso Nacional. Existió como tal hasta 1928 cuando fue reintegrada al Departamento de La Serena.
No se debe confundir con las denominaciones "Provincia de Coquimbo" o "Intendencia de Coquimbo".
Entre 1864 y 1927 era denominado "Departamento del Puerto de Coquimbo", mientras que al momento de restaurarse dicha división territorial en 1933 pasó a llamarse solamente "Departamento de Coquimbo". Debido a esta abreviación el puerto de Coquimbo tomó además definitivamente el nombre de "Coquimbo", denominación alternativa que tuvo la ciudad de La Serena desde la colonia hasta aproximadamente 1860-1870. Este cambio parcial en el topónimo ha dado pie a innumerables confusiones y errores en la historiografía de la región de Coquimbo.

## Límites
Se establecía que dentro del territorio del Departamento de La Serena se segregaba una parte teniendo como límites:
- Al norte: la quebrada de Peñuelas, desde su desembocadura en el mar hasta el portezuelo de Huachalalume.
- Al oriente: desde el portezuelo de Huachalalume se sigue el cordón de cerros en dirección hacia el sur, tomando en seguida hacia el oriente, comprendiendo las vertientes de quebrada de Maitencillos, por cuyos altos se divide del departamento del Elqui y el de Ovalle.
- Al sur: el límite que divide a La Serena con Ovalle.
- Al poniente: El mar.[1]

## Capital
La capital de este departamento fue la villa del puerto de Coquimbo, la cual posteriormente se convertiría en ciudad.

## Administración
Mediante decreto del 31 de octubre de 1866 fueron creadas las siguientes subdelegaciones y distritos del departamento de Coquimbo:
| Subdelegaciones       | Distritos                      |
| --------------------- | ------------------------------ |
| 1a, Norte del Puerto  | 1, Estación del Ferrocarril    |
| 1a, Norte del Puerto  | 2, Muelle Fiscal               |
| 1a, Norte del Puerto  | 3, Muelle Jenkins              |
| 2a, Centro del Puerto | 1, Plaza Municipal             |
| 2a, Centro del Puerto | 2, Plaza de Abastos            |
| 3a, Sur del Puerto    | 1, Portales                    |
| 3a, Sur del Puerto    | 2, Estanque                    |
| 3a, Sur del Puerto    | 3, Higueras                    |
| 4a, Guayacán          | 1, Establecimiento de Guayacán |
| 4a, Guayacán          | 2, Playa Blanca                |
| 4a, Guayacán          | 3, Herradura                   |
| 5a, Pan de Azúcar     | 1, Guachalalume                |
| 5a, Pan de Azúcar     | 2, Santa Ana                   |
| 5a, Pan de Azúcar     | 3, Cerrillos                   |
| 6a, Tambillos         | 1, Estación de Andacollo       |
| 6a, Tambillos         | 2, Mineral de Tambillos        |
| 6a, Tambillos         | 3, Cardas                      |
| 7a, Andacollo         | 1, Panteón Viejo               |
| 7a, Andacollo         | 2, Plaza de la Iglesia         |
| 7a, Andacollo         | 3, Malambo                     |
| 7a, Andacollo         | 4, Los Molles                  |
| 7a, Andacollo         | 5, Churque                     |
| 7a, Andacollo         | 6, Chepiquilla                 |
| 7a, Andacollo         | 7, Angostura                   |
| 7a, Andacollo         | 8, Guanaco                     |

El 17 de marzo de 1882 fueron redistribuidos los distritos de la subdelegación 7a. (Andacollo), quedando en 4 y con las denominaciones de «La Población», «Churque», «Chepiquilla» y «Guanaco y Angostura».
Con el Decreto de Creación de Municipalidades del 22 de diciembre de 1891, se crean las siguientes municipalidades con sus sedes y cuyos territorios son las subdelegaciones detalladas a continuación, las cuales existieron hasta 1927, cuando el departamento es anexado al de La Serena:
| Municipalidad Sede | Subdelegaciones       |
| ------------------ | --------------------- |
| Coquimbo           | 1a, Norte del Puerto  |
| Coquimbo           | 2a, Centro del Puerto |
| Coquimbo           | 3a, Sur del Puerto    |
| Coquimbo           | 4a, Guayacán          |
| Coquimbo           | 5a, Pan de Azúcar     |
| Coquimbo           | 6a, Tambillo          |
| Andacollo          | 7a, Andacollo         |

## Supresión y restauración
Este departamento que conformaba la incipiente ciudad (puerto) de Coquimbo fue suprimido en 1928 con el DFL 8582 del 30 de diciembre de 1927, volviendo a ser parte del territorio de La Serena.
Luego en el gobierno de Arturo Alessandri se restaura bajo la ley 5652 (2 de octubre de 1933), aproximadamente con los mismos límites anteriores.
El departamento de Coquimbo fue suprimido mediante el Decreto Ley 1317 del 31 de diciembre de 1975, pasando a formar parte de la nueva provincia de Elqui.

## Gobernadores
| Gobernador departamental      | Periodo                                             | Partido                                    | Presidente                                 |
| ----------------------------- | --------------------------------------------------- | ------------------------------------------ | ------------------------------------------ |
| Francisco Antonio Varela      | 28 de septiembre de 1864 - 18 de septiembre de 1871 |                                            | José Joaquín Pérez                         |
| Manuel A. Orrego              |                                                     |                                            |                                            |
| Buenaventura Argandoña        |                                                     |                                            |                                            |
| Santiago Vergara              |                                                     |                                            |                                            |
| Pacomio Gómez Solar           |                                                     |                                            |                                            |
| Ricardo Espinoza Varela       | 1881 - 1883                                         |                                            |                                            |
| Marcos A. Miranda             |                                                     |                                            |                                            |
| Felipe Urizar                 |                                                     |                                            |                                            |
| Esteban del Canto             |                                                     |                                            |                                            |
| Manuel Varas                  |                                                     |                                            |                                            |
| Demetrio Reygada              |                                                     |                                            |                                            |
| Javier Castel                 |                                                     |                                            |                                            |
| Carlos Aldunate C.            |                                                     |                                            |                                            |
| Ambrosio Valdés Carrera       | 1898 - 1904                                         |                                            |                                            |
| Ramón D. Espinosa             |                                                     |                                            |                                            |
| Manuel del Cruz V.            |                                                     |                                            |                                            |
| Joaquín González              |                                                     |                                            |                                            |
| Ricardo Varela Munizaga       | ? - 4 de junio de 1918                              |                                            |                                            |
| Ricardo Videla Pineda         | 4 de junio de 1918 - 30 de diciembre de 1922        |                                            |                                            |
| Justiniano Garcés             | 30 de diciembre de 1922 - ?                         |                                            |                                            |
| Óscar Saavedra Grandón        | ? - 28 de enero de 1928                             |                                            |                                            |
| Supresión del Departamento    | 28 de enero de 1928 - 2 de octubre de 1933          | 28 de enero de 1928 - 2 de octubre de 1933 | 28 de enero de 1928 - 2 de octubre de 1933 |
| Oscar Saavedra Grandón        | 2 de octubre de 1933 -                              |                                            | Arturo Alessandri                          |
| Bernardo Villagrán Rojas      | - 24 de diciembre de 1938                           |                                            | Arturo Alessandri                          |
| Víctor Zangolli               |                                                     |                                            |                                            |
| Alejandro Larraguibel C.      |                                                     | PR                                         |                                            |
| Humberto Barrera C.           |                                                     | PR                                         |                                            |
| Juan Barrera Cortés           |                                                     | PR                                         |                                            |
| Julio Mercado Illanes         | 2 de abril de 1942 - 3 de noviembre de 1946         | PR                                         | Juan Antonio Ríos                          |
| Jorge Marín Garay             | 4 de noviembre de 1946 - 4 de noviembre de 1952     | PR                                         | Gabriel González Videla                    |
| Juan Rodolfo Marín            | 4 de noviembre de 1952 - 4 de noviembre de 1958     | PAL                                        | Carlos Ibáñez del Campo                    |
| Carlos Alberto Castex Taborga | 4 de noviembre de 1958 - 4 de noviembre de 1964     | PCU                                        | Jorge Alessandri                           |
| Héctor González Campusano     | 4 de noviembre de 1964 - 4 de noviembre de 1970     | PDC                                        | Eduardo Frei Montalva                      |
| Amanda Altamirano Guerrero    | 4 de noviembre de 1970 - 24 de mayo de 1972         | PCCh                                       | Salvador Allende                           |
| Augusto Castex Carrió         | 25 de mayo de 1972 - 11 de septiembre de 1973       | PCCh                                       | Salvador Allende                           |
| Celso Corral Ezquerra         | 12 de septiembre de 1973 - 1974                     | Ind.                                       | Augusto Pinochet                           |
| Juan Enrique Reimann          | 1974 - 1975                                         | Ind.                                       | Augusto Pinochet                           |